# 吉爾伯特·貝克

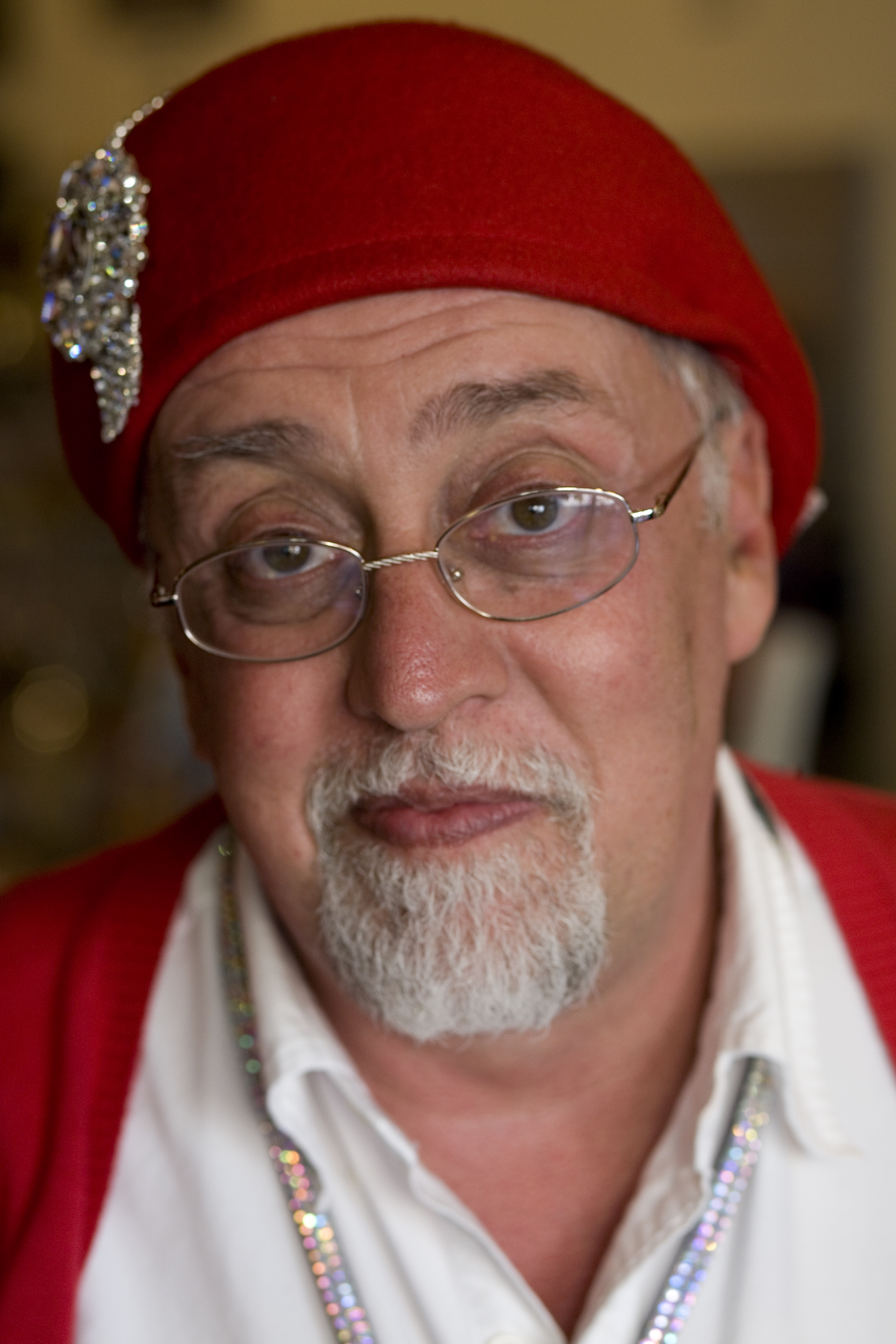
吉尔伯特·贝克

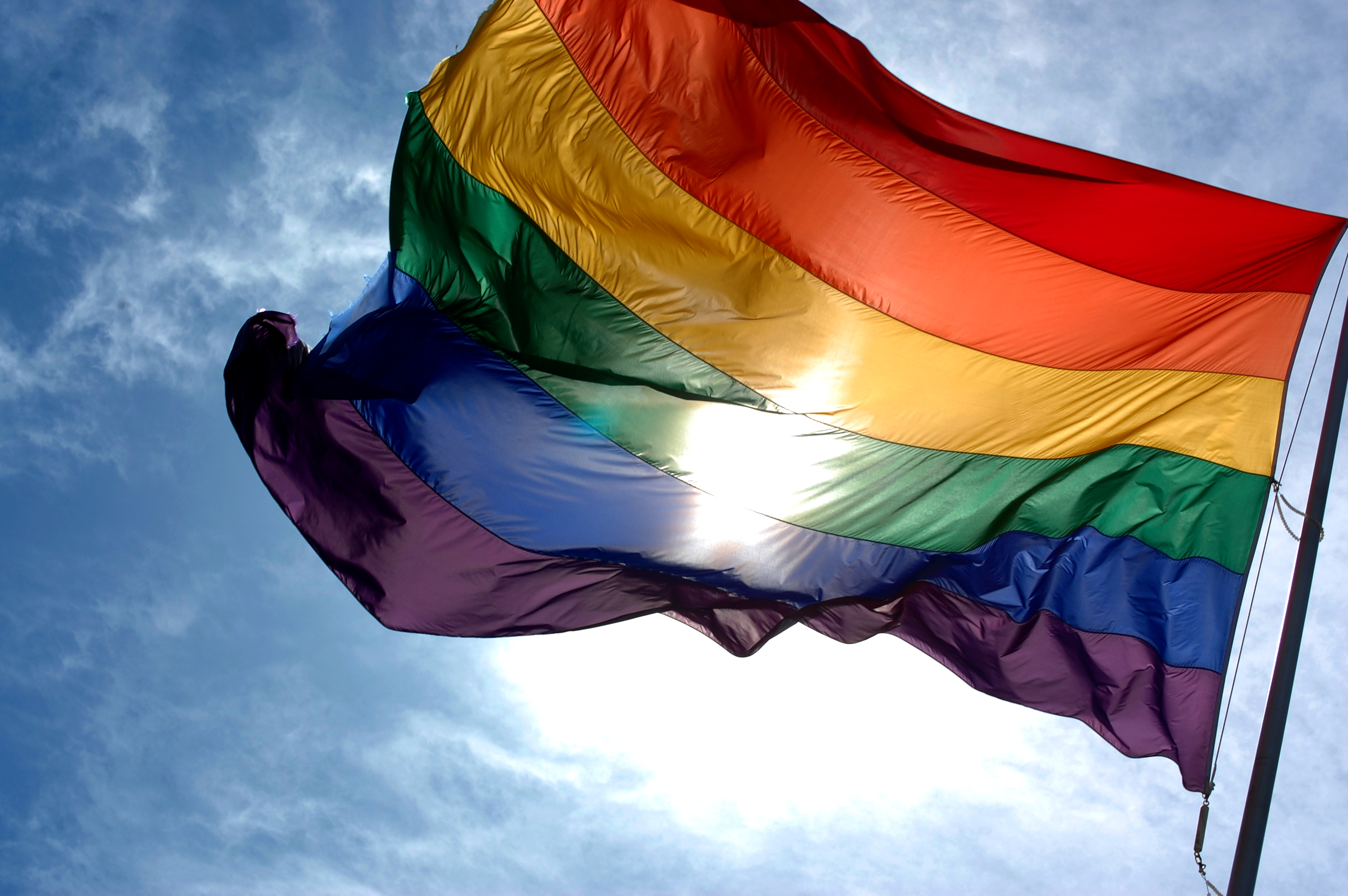
彩虹旗

吉爾伯特·貝克（英語：Gilbert Baker，1951年6月2日—2017年3月31日），生於美國堪薩斯州，藝術家與政治人物。他是一位男同性戀者，在1977年當選舊金山市議員，是加州首位公開出櫃的公職人員。他於1978年設計了彩虹旗，在1980年同志大遊行中出現後，成為LGBT平權運動的象徵。

## 生平
曾加入美國陸軍，於1980年代派駐舊金山，後定居於此地。于2017年3月31日過世。